# Хейбрі
Хейбрі (ест. Heibri) — село в Естонії, входить до складу волості Риуге, повіту Вирумаа.